# Кадал (герцог Фріульський)
Кадал, герцог Фріульський (817—819), син графа Бертольда, представник династії Агалольфінгів.
Був покровителем монастиря св. Галла. 23 жовтня 805 разом зі своїм братом Уаго пожертвував маєток у селі Ванга для монастиря. Повторно зробив пожертву 17 листопада 817, вживши титул «граф» та наказавши своєму сину Бертольду робити пожертвування від його імені після своєї смерті.
Правив у Далмації, де у 816 році зустрів послів від візантійського імператора, які прямували до імператора Священної Римської імперії Людовика Благочестивого. Пізніше правив герцогством Фріульським, у 819 році воював з хорватським князем Людевитом Посавським.